# Santa María Nativitas Coatlán
Santa María Nativitas Coatlán är en ort i Mexiko.   Den ligger i kommunen Santiago Lachiguiri och delstaten Oaxaca, i den sydöstra delen av landet, 500 km sydost om huvudstaden Mexico City. Santa María Nativitas Coatlán ligger 1 001 meter över havet och antalet invånare är 584.
Terrängen runt Santa María Nativitas Coatlán är huvudsakligen kuperad, men åt nordväst är den bergig. Santa María Nativitas Coatlán ligger uppe på en höjd. Runt Santa María Nativitas Coatlán är det glesbefolkat, med 9 invånare per kvadratkilometer. Närmaste större samhälle är Santiago Malacatepec, 19,5 km norr om Santa María Nativitas Coatlán. I omgivningarna runt Santa María Nativitas Coatlán växer i huvudsak städsegrön lövskog.